# Никольское сельское поселение (Новоусманский район)
Никольское сельское поселение — административно-территориальная единица и муниципальное образование в составе Новоусманского района Воронежской области.
Административный центр — посёлок 1-го отделения совхоза «Масловский».
Законами Воронежской области от 14 декабря 2021 года № 148-ОЗ и № 149-ОЗ с 1 января 2022 года с Никольским было объединено Воронежское сельское поселение.

## Административное деление
В состав поселения входят:
- посёлок 1-го отделения совхоза «Масловский»
- посёлок 2-го отделения совхоза «Масловский»
- посёлок Софьино
- посёлок совхоза «Воронежский»

## Население
| 2008  | 2010  | 2012  | 2013  | 2014  | 2015  | 2016  |
| ----- | ----- | ----- | ----- | ----- | ----- | ----- |
| 3817  | ↗4077 | ↗4105 | ↗4185 | ↘4179 | ↗4220 | ↗4221 |
| 2017  | 2018  | 2021  |       |       |       |       |
| ↘4219 | ↗4254 | ↘4117 |       |       |       |       |